# Джак Ейнджъл
Джак Ейнджъл (на английски: Jack Angel; 24 октомври 1930 – 19 октомври 2021 г.) е американски актьор, който активно озвучава филми, сериали, реклами и видеоигри. Известен е с ролите на Крал Заркон в анимационния сериал „Волтрон“ и Теди във филма на Стивън Спилбърг „Изкуствен интелект“.

## Ранни години и образование
Роден е на 24 октомври 1930 г. Завършва Университета на Сан Франциско през 1957 г. Работи като радиоводещ за няколко радиостанции през следващите двадесет години.

## Кариера на озвучаващ актьор
Ейнджъл започва кариерата си в озвучаването с „Предизвикателство на Супер приятелите“ на Хана-Барбера, където озвучава Светкавицата, Човекът-ястреб и Супер самурай.
Сред анимационните филми, за които той е давал гласа си, са „Кой натопи Заека Роджър“, „Малката русалка“, „Аладин“, „Играта на играчките“, „Херкулес“, „Таласъми ООД“, „Планетата на съкровищата“, „Колите“ и „Лоракс“.

## Други дейности
През 2012 г. Ейнджъл издава две автобиографични книги със заглавия The Book of Jack и How to Succeed in Voice-Overs: Without Ever Losing.

## Частична филмография

### Филми
| Година | Име                          | Роля                                        | Бележки         |
| ------ | ---------------------------- | ------------------------------------------- | --------------- |
| 1986   | Трансформърс: Филмът         | Астротрейн и Рамджет                        |                 |
| 1988   | Кой натопи Заека Роджър      | Допълнителни гласове                        |                 |
| 1988   | Бийтълджус                   | Свещеник                                    | Глас            |
| 1989   | Малката русалка              | Допълнителни гласове                        |                 |
| 1991   | Красавицата и звярът         | Допълнителни гласове                        |                 |
| 1992   | Аладин                       | Допълнителни гласове                        |                 |
| 1995   | Балто                        | Ники                                        |                 |
| 1995   | Играта на играчките          | Акула и Роки Гибралтар                      |                 |
| 1998   | Принцът на Египет            | Египтянин                                   | Не е кредитиран |
| 1999   | Играта на играчките 2        | Роки Гибралтар, Акула, допълнителни гласове |                 |
| 2001   | Изкуствен интелект           | Теди                                        | Глас            |
| 2001   | Джими Неутрон: Момчето гений | Допълнителни гласове                        |                 |
| 2003   | Търсенето на Немо            | Допълнителни гласове                        |                 |
| 2006   | Колите                       | Допълнителни гласове                        |                 |
| 2008   | Хортън                       | Възрастен Ху                                |                 |
| 2010   | Играта на играчките 3        | Чънк                                        |                 |
| 2012   | Лоракс                       | Допълнителни гласове                        |                 |
| 2013   | Университет за таласъми      | Допълнителни гласове                        |                 |
| 2013   | Аз, проклетникът 2           | Допълнителни гласове                        |                 |
| 2014   | Ной                          | Камък                                       | Не е кредитиран |
| 2018   | Феноменалните 2              | Полицай                                     | Не е кредитиран |

### Сериали
| Година      | Име                                          | Роля | Бележки                               |
| ----------- | -------------------------------------------- | --- | ------------------------------------- |
| 1978        | Предизвикателството на Супер приятелите      | Светкавицата (Бари Алън), Човекът-ястреб, Супер самурай, допълнителни гласове                                                  |                                       |
| 1979 – 1980 | Скуби-Ду и Скрапи-Ду                         | Допълнителни гласове |                                       |
| 1981 – 1989 | Смърфовете                                   | Допълнителни гласове |                                       |
| 1984        | Pole Position                                | Д-р Закари Бенет |                                       |
| 1984 – 1985 | SuperFriends: The Legendary Super Power Show | Супер самурай |                                       |
| 1984 – 1985 | Волтрон                                      | Крал Заркон, Хейзър, Командир Косак, други                                                                                     |                                       |
| 1984 – 1987 | Трансформърс                                 | Рамджет, Смоукскрийн, Омега Суприйм, Астротрейн, Ултра Магнус, Циклон (след смъртта на Роджър Си Кармел), допълнителни гласове |                                       |
| 1985 – 1986 | The Super Powers Team: Galactic Guardians    | Светкавицата, Човекът-ястреб, Супер самурай                                                                                    |                                       |
| 1985 – 1986 | G.I. Joe                                     | Водолаза |                                       |
| 1987        | Истинските ловци на духове                   | Капитан Джак Хигинс | Сезон 2; епизод 42                    |
| 1987 – 1990 | Патешки истории                              | Допълнителни гласове |                                       |
| 1988        | Супермен                                     | Генерал | Епизод 4                              |
| 1988; 1991  | Костенурките нинджа                          | РЕКС-1 и ЛЕКС | Сезон 2; епизод 10 Сезон 5; епизод 16 |
| 1988 – 1990 | Денвър, последният динозавър                 | Професор Чин |                                       |
| 1989        | Ring Raiders                                 | Мако |                                       |
| 1989 – 1990 | Динк – малкият динозавър                     | Хъбъл |                                       |
| 1990 – 1991 | Питър Пан и пиратите                         | Куксън, Мълинс и Ледения Крал                                                                                                  |                                       |
| 1990 – 1991 | Капитан Балу                                 | Барни О'Турът, Маршал, допълнителни гласове                                                                                    |                                       |
| 1991 – 1992 | Чернокрилият паток                           | Бъд Флъд/Ликвидатора |                                       |
| 1993 – 1994 | Bonkers                                      | Макс Коуди, Скрибъл, Фланиган                                                                                                  |                                       |
| 1996        | Маската: Анимационният сериал                | Съдия и войник | Сезон 2; епизод 29                    |
| 1996        | Крякаща тайфа                                | Възрастен рибар, Допълнителни гласове                                                                                          |                                       |
| 1997        | Спайдър-Мен: Анимационният сериал            | Ник Фюри | Замества Филип Абът                   |
| 2000        | Hey Arnold!                                  | Надзирател Чаплин | Сезон 5 епизод 4                      |
| 2005        | Мрачните приключения на Били и Манди         | Върховния компютър | Сезон 4; епизод 3                     |
| 2005        | Аватар: Повелителят на четирите стихии       | Пиратски капитан, допълнителни гласове                                                                                         | Епизод 9 Епизод 18                    |
| 2006        | Бен 10                                       | Технорг | Сезон 2; епизод 5                     |
| 2007        | Ел Тигре: Приключенията на Мани Ривейра      | Другаря Хаос |                                       |
| 2015        | Кларънс                                      | Хауърд | Епизод 51                             |

## Личен живот
От 1984 г. той е женен за агента на таланти Арлийн Торнтън. От предишния си брак Ейнджъл има три деца – Лесли, Мич и Рон.